# Migrace rostlin
Migrace rostlin je prostorové přemísťování se taxonů na nová území. Často vede k rozšíření areálů těchto taxonů či vzniku nepůvodních areálů. Principem migrace rostlin je rozšiřování jejich diaspor. Ty mohou být generativní (semena, plody) nebo vegetativní (části rostlinných tílek). Diaspory se šíří různými způsoby. 

## Způsoby šíření diaspor

### Podle prostředku
- anemochorie – rozšiřování diaspor větrem (mechy, borovice, javory, smetanky) – specifickým příkladem jsou tzv. stepní běžci
- zoochorie – rozšiřování živočichy.
  - endozoochorie – rozšiřování prostřednictvím zažívacího traktu živočichů (tis, jalovec, jahoda, moruše, fík).
  - exozoochorie – rozšiřování na povrchu živočichů a člověka (lopuch, svízel).
  - myrmekochorie – rozšiřování mravenci.
- hydrochorie – šíření vodou.
- autochorie – rozšiřování vlastními mechanismy.
  - smršťováním částí plodů (netýkavka, kakost).
  - barochorie – pádem semen svou vlastní vahou (dub, líska).
- antropochorie – rozšiřování člověkem (jako nečistota osiva, apod.).
- alochorie – rozšiřování kombinací způsobů.

### Podle vzdálenosti
- telochorie – šíření diaspor na velké vzdálenosti.
- atelechorie – šíření diaspor na krátké vzdálenosti.